# Le straordinarie vacanze di Violetta
Le straordinarie vacanze di Violetta è un romanzo di Giana Anguissola pubblicato nel 1964. È il seguito di Violetta la timida.

## Trama
Sebbene Le straordinarie vacanze di Violetta sia il seguito di Violetta la timida, può essere letto anche come romanzo autonomo, in quanto i riferimenti al romanzo precedente sono sporadici e non creano difficoltà nella comprensione delle vicende.
Scritto in prima persona dalla protagonista, il libro si configura all'inizio come una raccolta di lettere destinate alle lettrici del Corriere dei Piccoli, ma si trasforma in breve in un dettagliato diario quasi quotidiano.
Violetta all'inizio del romanzo ha tredici anni, ha vinto la timidezza, ha superato gli esami di terza media e non è affatto contenta: la sua famiglia ha subìto dei rovesci di fortuna e non può permettersi di andare in villeggiatura. Eppure Violetta viene mandata comunque fuori Milano, ospite di don Piero, un cugino prete, nella campagna piacentina. L'idea di trascorrere le vacanze in canonica con un parroco non piace affatto a Violetta, soprattutto perché la mamma e la nonna le hanno riempito la valigia di vestiti accollati e scomodi, adatti secondo loro agli occhi di un sacerdote, e le hanno raccomandato di andare tutti i giorni in chiesa per compiacere il cugino: non è proprio così che una ragazza immagina un'estate divertente. Tuttavia, quando Violetta arriva a Mamago da Milano, si trova immersa nel mondo alla rovescia: suo cugino prete le permette di indossare vestiti più scollati e adatti alla stagione e la esenta dall'andare in chiesa se non quando ne sente il bisogno, e dimostra di essere un originale.
Violetta si trova coinvolta nel progetto di don Piero di creare un'oasi del tutto naturale, dove non si usano macchine di nessun tipo, si coltiva senza pesticidi, si viaggia su carri trainati da cavalli e si cucina in recipienti di coccio; insieme a lui e ai suoi nuovi amici lotta con il malvagio signor Pompeo, che è invece favorevole al progresso; assiste alle liti dei vecchi Callisto e Casimiro per un'antichissima questione di confini; e osserva e documenta le stranezze di don Piero e il suo trionfo. Don Piero non è perfetto, naturalmente, in quanto è un uomo come tutti; eppure i suoi metodi e le sue convinzioni sono molto interessanti, e le vicende narrate sono nel complesso molto divertenti e assolutamente insolite. Il ritorno a casa sarà poi per Violetta un'amara delusione, e l'occasione per scoprire la meschinità e il materialismo dei suoi parenti: ma sicuramente l'estate con don Piero è stata un'occasione di crescita interiore personale davvero straordinaria.

## Edizioni
- Giana Anguissola, Le straordinarie vacanze di Violetta; illustrazioni di Maria Luigia Falcioni Gioia, Collana Strenne Corticelli n. 75 Milano: Mursia, 1964; 12. edizione: Milano: Mursia, 1988